# Подегродзе (гміна)
Гміна Подегродзе, також Подеґродзе, Підгороддя (пол. Gmina Podegrodzie) — сільська гміна у південній Польщі. Належить до Новосондецького повіту Малопольського воєводства.
Станом на 31 грудня 2011 у гміні проживало 12397 осіб.

## Площа
Згідно з даними за 2007 рік площа гміни становила 63.74 км², у тому числі:
- орні землі: 66.00%
- ліси: 23.00%

Таким чином, площа гміни становить 4.11% площі повіту.

## Населення
Станом на 31 грудня 2011:
| Опис     | Загалом | Загалом | Чоловіки | Чоловіки | Жінки | Жінки |
| -------- | ------- | ------- | -------- | -------- | ----- | ----- |
| одиниця  | осіб    | %       | осіб     | %        | осіб  | %     |
| все      | 12397   | 100     | 6190     | 49.93    | 6207  | 50.07 |
| міське   | 0       | 100     | 0        |          | 0     |       |
| сільське | 12397   | 100     | 6190     | 49.93    | 6207  | 50.07 |

## Сусідні гміни
Гміна Подегродзе межує з такими гмінами: Ліманова, Лонцько, Луковиця, Старий Сонч, Хелмець.